# ジョヴァンニ・ピサーノ

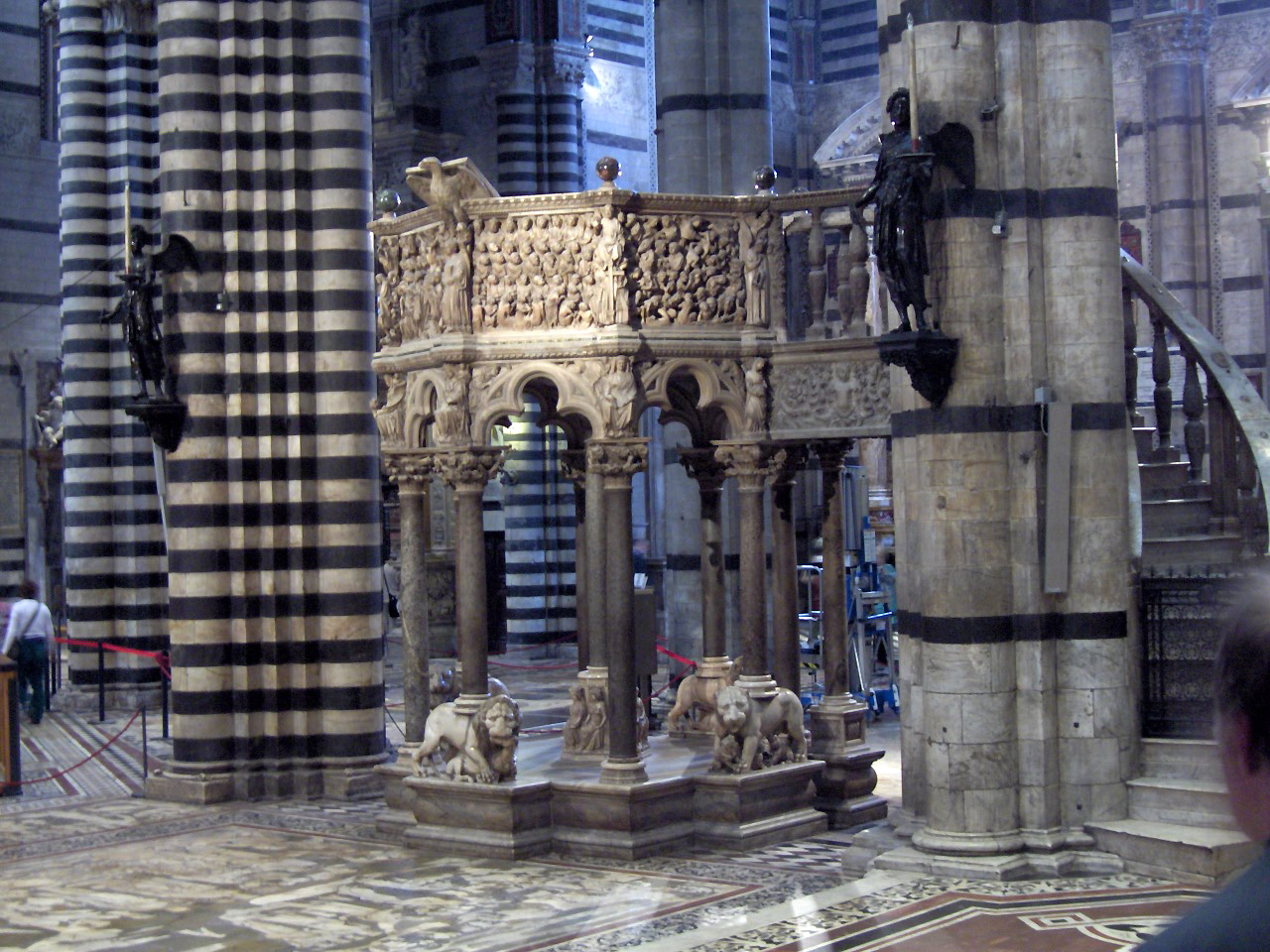
シエナ大聖堂説教壇

ジョヴァンニ・ピサーノ（Giovanni Pisano、1250年頃 - 1315年頃）は、イタリアの彫刻家、画家、建築家。父親は有名な彫刻家のニコラ・ピサーノで、ジョヴァンニは父親の工房で修行を積んだ。

## 生涯
1265年から1268年にかけて、ジョヴァンニは父とともにシエナ大聖堂の説教壇を制作した。次に父親と手がけた大作は、ペルージャのフォンターナ・マッジョーレの大噴水だった。1278年の完成時、父親が亡くなっていたという説もあれば、ジョヴァンニがシエナの邸宅に着手する1284年まで生きていたという説もある。しかし、ジョヴァンニの初期の作品は父親の様式を踏襲して作られているので、どちらが正しいかの判断はできない。しかし、『聖母子』は、聖母と子供の間にある親密性に新しい様式が見られることから、ジョヴァンニの仕事だと思われる。
ジョヴァンニの次の仕事はピサで、洗礼堂の外装にトレサリー模様の2列の切妻の彫像を制作することだった（1277年 - 1284年）。この彫像の生き生きとした感じは、ジョヴァンニが徐々に父親の静けき作風から離れだしたことを示している。
同じ頃（1287年〜1296年）、彼はシエナ大聖堂の工匠頭に任命された。おかげで2つの町をしょっちゅう行き来しなければならなかった。それはともかく、シエナ大聖堂のファサードの優雅な彫刻と建築デザインは、ゴシック様式とローマ美術の名残りとを混合させる彼の傾向をよく表している。
1296年、彼はピサに戻るとサン・ジョヴァンニ教会の仕事に着手した。
1297年から1301年にかけて、ピストイアのサンタ・アンドレア教会の説教壇を手がけたが、説教壇の5つのレリーフは、受胎告知とキリスト誕生、東方の三博士の崇拝と夢、ヨセフへの天使の警告、幼児虐殺、そして最後の審判を描いたものである。

《ピサ大聖堂説教壇》：様式と技法

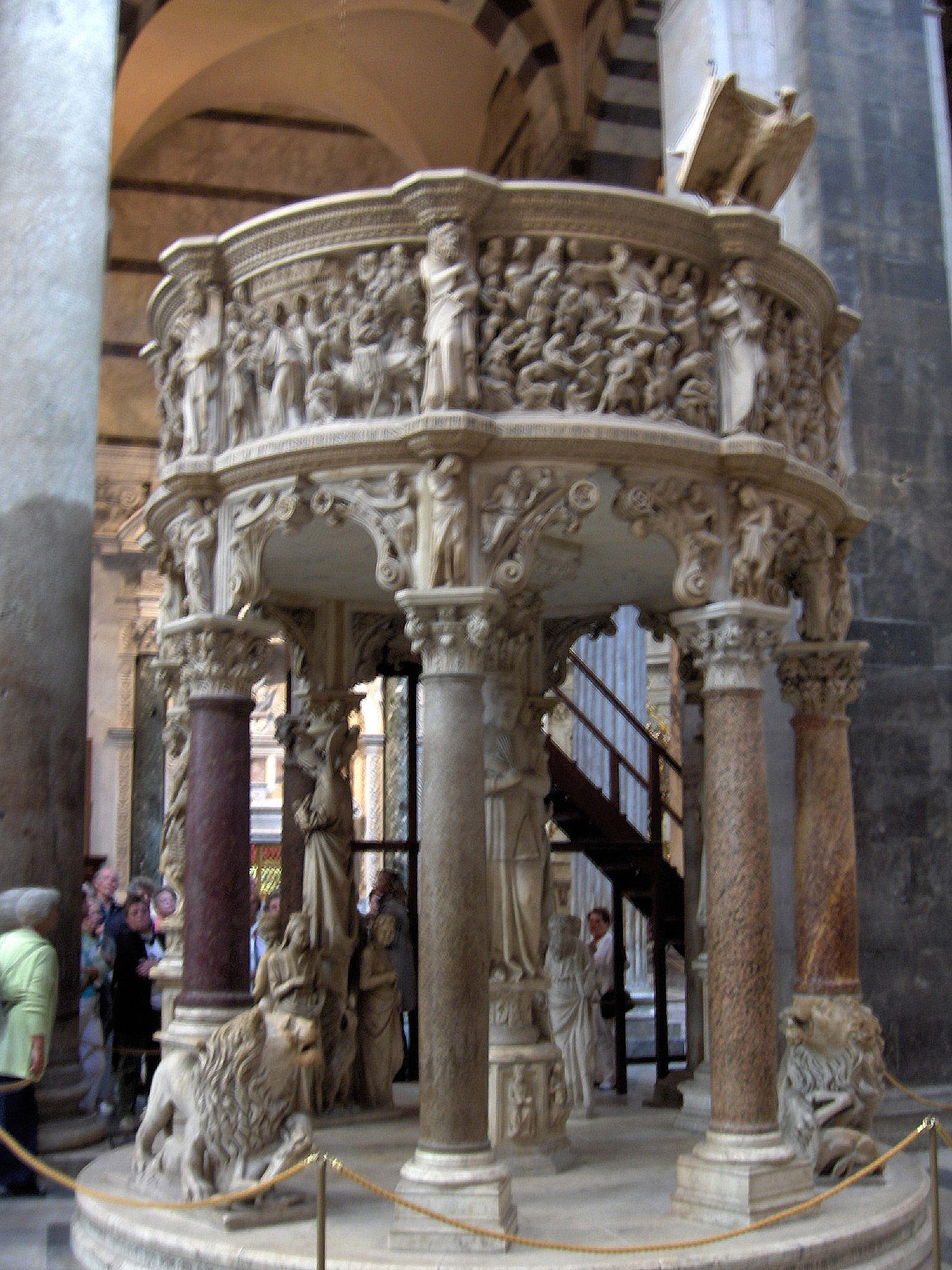
《ピサ大聖堂説教壇》1301年、大理石、455cm

1302年から1310年の間にピサーノは、ピサ大聖堂の新しい説教壇を制作した。この作品では8枚のパネルを、6本の円柱と人物像の彫られた5本の柱が支えている。中央の柱には「信仰」・「希望」・「慈愛」を表す擬人像が彫られている。パネルには動きのある人物像が彫刻されている。ここでは1枚に数場面を表す手法で、聖書の物語の場面が浮き彫りで表現されている（「洗礼者ヨハネの誕生」「受胎告知」「マリアのエリザベト訪問」「キリスト降誕」「キリストの公現」「神殿奉献」「嬰児虐殺」「受難」「磔刑」「最後の審判」など）。

この説教壇ではモチーフの「動き」に関してそれまでのジョヴァンニ・ピサーノとはまた違った傾向が示され、様式は父ニコラの作風からはますます遠ざかっている。新約聖書にある9つの場面を、白い大理石に明暗法（キアロスクーロ）効果で彫っていて、その中には、裸のヘラクレスが大胆かつ自然主義的に描かれている。説教壇の中の『抜け目なさ』という彫刻は、もしかするとマサッチオの『楽園追放』（1424年 - 1427年頃）のイヴにインスピレーションを与えたのかも知れない。とにかく、この説教壇はピサーノの代表作になった。1591年に火災が起き、改装するまで倉庫にしまわれ、そのままになっていたが、1926年に再発見され、ようやく元の場所に戻された。
聖アウグスチノ修道会によって、ピサのサン・ニコラ教会が拡張されたのは1297年から1313年にかけてだが、そのデザインを受け持ったのはピサーノかも知れない。他にも、ピサーノはサン・パオロ・ア・リーパ・ダルノ教会のファサードを作っている。
ピサーノの最後の大作は、神聖ローマ皇帝ハインリヒ7世の依頼による、皇帝の亡妻マルガレーテ・フォン・ブラバント（1311年没）の墓碑だった。おそらく1313年から始めたものと思われる。

## 作風と影響
ピサーノの作品は、フランスのゴシックと古典的な様式を融合したように見える。ヘンリー・ムーアはピサーノのことを「最初の現代彫刻家」と呼んだ。また、ピサーノは画家ピエトロ・ロレンツェッティにも影響を与えた。ジョルジョ・ヴァザーリはその著書『画家・彫刻家・建築家列伝』の中にピサーノの伝記を含めている。
なお、小惑星番号7313「ピサーノ」は、ピサーノ父子を称えて名付けられたものである。